# Деккерс, Дафне
Да́фне Мю́риэл Де́ккерс-Кра́йчек (нидерл. Daphne Muriël Deckers-Krajicek; 10 ноября 1968, Неймеген, Гелдерланд, Нидерланды) — нидерландская актриса, сценарист, журналистка, телеведущая и фотомодель.

## Биография
Дафне Мюриэл Деккерс родилась 10 ноября 1968 года в Неймегене (провинция Гелдерланд, Нидерланды).

## Карьера
Дафне начала карьеру фотомодели в 1989 году.
Позже Деккерс также стала актрисой, сценаристом, журналисткой и телеведущей.

## Личная жизнь
С 7 июля 1999 года Дафне замужем за теннисистом Рихардом Крайчеком, с которым она встречалась как минимум 2 года до их свадьбы. У супругов есть двое детей — дочь Эмма Крайчек (род.26.03.1998) и сын Алек Крайчек Деккерс (род.2000).